# Удрень-Зом
Удрень-Зом (англ. Udren Zom) — гора у Південній Азії, в гірської системи Гіндукуш, висотою — 7140 метрів. Розташована на кордоні провінцій Хайбер-Пахтунхва  (Пакистан) та Бадахшан (Афганістан).

## Географія
Гора лежить у північно-східній частині гірської системи Гіндукуш, у складі гірського хребта, який утворює кордон між крайньою північною частиною пакистанської провінції Хайбер-Пахтунхва та афганською провінцією Бадахшан, за 35 км на північ-північний схід від найвищої вершини Гіндукуш — Тірич-Мір (7708 м). Це одна, з небагатьох, найвищих вершин світу, розташованих за межами гімалайських та каракорумських хребтів. Гора масивна, має кілька піків: Головний пік (північний) найвищий (7140 м); Центральний пік (7080 м); Південний пік (7050 м).
Абсолютна висота вершини 7140 метрів над рівнем моря (4-й за абсолютною висотою ультра-пік Гіндукуш). Відносна висота — 1620 м. За цим показником вершина займає 47-ме місце серед ультра-піків Каракорум і Гіндукуш та 11-те серед ультра-піків Гіндукуш. Топографічна ізоляція вершини відносно найближчої вищої гори Шингейк-Зом (7291 м), самого східного піка гірського масиву Ношак, становить 15,64 км. Найвище сідло вершини, по якому вимірюється її відносна висота — 5520 м.

## Історія підкорення
Перший підйом на Північний пік був здійснений 19 серпня 1964 року двома австрійцями Джеральдом Грубером та Рудольфом Пішінгером, північною стіною. Хорст Шиндельбахер піднявся на пік 22 серпня цього ж року. Перше підкорення Південного піку відбулося у 1967 році. Високий Центральний пік вперше був підкорений у 1977 році.